# Saint-Laurent-de-la-Cabrerisse
Saint-Laurent-de-la-Cabrerisse (okzitanisch Sant Laurenç de la Cabrerissa) ist eine Gemeinde mit 757 Einwohnern (Stand 1. Januar 2022) in Frankreich. Sie liegt im Département Aude in der Region Okzitanien, etwa 30 Kilometer westsüdwestlich von Narbonne. Saint-Laurent-de-la-Cabrerisse ist Teil des Gemeindeverbandes Communauté de communes Région Lézignanaise, Corbières et Minervois und liegt in der geographischen Region Corbières am Flüsschen Nielle und seinem Zufluss Rémouly. 
Die Einwohner der Gemeinde werden Saint Laurentais genannt.
Das Gebiet der Gemeinde war von den Bränden Anfang August 2025 schwer betroffen.

## Bevölkerungsentwicklung
| Jahr | Einwohner |
| ---- | --------- |
| 1962 | 822       |
| 1968 | 887       |
| 1975 | 789       |
| 1982 | 659       |
| 1990 | 624       |
| 1999 | 642       |
| 2016 | 738       |

## Weinbau
Ein Teil der landwirtschaftlichen Flächen dient dem Weinbau und die Weinberge liegen innerhalb der geschützten Herkunftsbezeichnung Corbières sowie innerhalb der definierten Zone des Landweins Vin de pays des Coteaux de Cabrerisse.

## Sehenswürdigkeiten
- Die Kirche St. Laurent ist in die Liste der Monuments historiques Frankreichs aufgenommen worden.